# Distretto di Murovani Kurylivci
Il distretto di Murovani Kurylivci (in ucraino Мурованокуриловецький район?) era un distretto dell'Ucraina, appartenente all'oblast' di Vinnycja. Il suo capoluogo era Murovani Kurylivci. È stato soppresso con la riforma amministrativa del 2020.